# 七ツ島
七ツ島（ななつじま）は、日本海上にある7つの島からなる島群である。行政地名は全島が石川県輪島市名舟町の小字「七ツ島」に含まれ、海士町に属する舳倉島と同様に本土からの飛地扱いとなっている。

## 地理
七ツ島は大きく北の島群（大島、狩又島、竜島）と南の島群（荒三子島、烏帽子島、赤島、御厨島）に分けられる。
輪島港から北へ約20kmに点在する無人島であり、さらに北方に位置する有人島の舳倉島とはほぼ中間の位置に点在している。
2万年前までは舳倉島とともに能登半島と陸続きであったが、1万6千年前に舳倉島が能登半島から分離した後、1万4千年前に七ツ島が半島から分かれた。また、七ツ島はもともと大きな一つの島で、南西部に噴火口を持ち、7つの峰が存在していたとみられている。
全域が能登半島国定公園に含まれる。
大島（おおしま）
七ツ島最大の島。七ツ島灯台があり、一等三角点が設置されている。『今昔物語集』に出てくる「鬼ノ寝屋島」はこの大島である。
- 座標: 北緯37度36分38秒 東経136度54分01秒 / 北緯37.610667度 東経136.900278度
- 面積: 0.032km2
- 外周: 1.7km
- 最高標高: 61.7m

狩又島（かりまたじま、やわずじま）
- 座標: 北緯37度36分53秒 東経136度53分26秒 / 北緯37.614809度 東経136.890639度
- 面積: 0.001km2

竜島（たつじま、うじま）
- 座標: 北緯37度36分55秒 東経136度53分13秒 / 北緯37.615346度 東経136.887056度
- 面積: 0.006km2
- 最高標高: 36m

荒三子島（あらみこじま）
七ツ島で2番目に大きい島。
- 座標: 北緯37度35分18秒 東経136度52分36秒 / 北緯37.588345度 東経136.876708度
- 面積: 0.026km2
- 最高標高: 59m

烏帽子島（えぼしじま）
- 座標: 北緯37度35分04秒 東経136度51分53秒 / 北緯37.584574度 東経136.864833度
- 面積: 0.002km2
- 最高標高: 36m

赤島（あかじま）
- 座標: 北緯37度35分32秒 東経136度51分47秒 / 北緯37.592112度 東経136.863167度
- 面積: 0.01km2
- 最高標高: 37m

御厨島（みくりやじま）
七ツ島で3番目に大きい島。一等三角点が設置されている。
- 座標: 北緯37度35分16秒 東経136度51分18秒 / 北緯37.587888度 東経136.854889度
- 面積: 0.016km2
- 最高標高: 38.9m

## 生態系
周辺は好漁場で、海女漁も行われる。
オオミズナギドリ、ヒメクロウミツバメ、カンムリウミスズメ、ハヤブサ、ウミネコ、アマツバメなどの海鳥の集団繁殖地となっており、1973年（昭和48年）11月1日に「国指定七ツ島鳥獣保護区」として鳥獣保護区に指定されている（面積24ha、全域が特別保護地区）。
絶滅種に指定されているニホンアシカも豊富に生息していたため、アシカ猟が頻繁に行われていた。現在では、イルカ類やキタオットセイが周辺で確認されることもある。
漁師が休憩場として使うこともあり、1980年代にはアナウサギ4匹が持ち込まれて繁殖し、2013年頃には300匹以上に増えた。植生荒廃やそれに伴うオオミズナギドリの巣穴破壊など生態系への被害が深刻になったため、環境省は1990年に散弾銃や罠による駆除を開始。2017年以降は個体が確認されず、植生回復が進んだため、2019年5月21日に根絶を発表した。